# کاناسیراگی
کاناسیراگی (به لاتین: Kanasiragi) یک منطقهٔ مسکونی در روسیه است که در داغستان واقع شده‌است.